# Кроссан, Кит
Кит Дерек Кроссан (англ. Keith Derek Crossan, родился 29 декабря 1959 года в Белфасте) — ирландский регбист, выступавший на позиции винга.

## Биография
Представлял команду «Ольстер». За сборную Ирландии сыграл 41 матч, занёс 12 попыток (по 4 очка каждая). Дебютную встречую провёл 20 февраля 1982 года против Шотландии на «Лэнсдаун Роуд». Обладатель Кубка пяти наций 1982 и 1985 годов, выигрывал также Тройную корону на обоих турнирах. В 1985 году на Кубке пяти наций занёс попытку Англии и Уэльсу (результативную атаку начал Хьюго Макнейл).
Выступал на чемпионатах мира по регби 1987 и 1991 года (7 матчей), на чемпионате мира 1987 года положил две попытки в ворота Канады. Летом 1991 года в рамках подготовки к чемпионату мира в Англии участвовал в турне сборной Ирландии по Намибии, в рамках которого ирландцы сыграли 27 июля 1991 года тест-матч против Намибии и сенсационно проиграли со счётом 15:26. Кроссан провёл большую часть времени в Намибии, страдая от острого пищевого отравления — многие игроки почувствовали себя плохо после барбекю. Последнюю игру сыграл 18 января 1992 года против Уэльса.
В 1981 году Кроссан был в составе второй сборной Ирландии, участвовавшей в турне по Южной Африке и тест-матчах против «спрингбоков»: за этот визит ирландцев подвергли критике, обвинив в поддержке режима апартеида и нарушения запрета на участие в международных встречах против ЮАР.